# Ческа-Тршебова
Ческа-Тршебова (чеш. Česká Třebová, нем. Böhmisch Trübau) — город в Чехии, на востоке исторической области Богемия. Административно относится к району Усти-над-Орлици Пардубицкого края.

## География
Город Ческа-Тршебова находится на северо-востоке Чехии, в округе Усти-над-Орлици, в Пардубицком крае. Является одним из старейших и значительнейших городов восточной Чехии. Лежит в долине, окружённый горами, в местности, носящей название Ческотршебовско. С середины XIX столетия — крупный железнодорожный узел.

## Промышленность
В 1849 году, для обслуживания линии Ческа-Тршебова — Брно здесь были открыты железнодорожные мастерские для ремонта и обслуживания паровозов. В 1966 году в этих мастерских был начат ремонт тепловозов, с 1988 года ремонт электровозов. Последний отремонтированный паровоз был отремонтирован в 1972 году. В 1992 году железнодорожные мастерские были приватизированы — ныне это завод CZ LOKO. Предприятие занимается ремонтом, модернизацией и выпуском новых тепловозов.

## Части города
Город разбит на 6 кадастровых территорий (одновременно городские части):
- Чешская Тршебова
- Козлов (с 1 января 1990 года)
- Лхотка( с 1 января 1976 года)
- Парник
- Скугров
- Свинна (с 30 апреля 1976 года)

До 1990-х годов частью города была деревня Пруд, до 1991 года поселок Прживрат и до 1997 года и село Семанин.

## Краткая история
Впервые письменно упоминается в 1278 году под названием Трибовия. В 1304 году чешский король Вацлав II (нем. Венцель II) передал Чешска-Тршебова монастырю Кёнигсзал. В том же году город получил торговое право. После гуситских войн вновь перешёл в руки светских владетелей, которые многократно менялись. В 1636 году, во время Тридцатилетней войны город почти полностью выгорел. Большие пожары повторялись в 1745 и 1792 годах. В 1848 году Ческа-Тршебова получил самостоятельность. После того, как в 1845 году сюда была подведена железнодорожная линия, началось индустриальное развитие, в первую очередь — текстильной и машиностроительной (с начала XX века) промышленности.

## Транспортное сообщение
Наиболее важным транспортом для города является железная дорога, которой город обязан за свое бурное развитие после 1845 году, когда здесь была создана станция; четыре года спустя было создано соединение с Брно и Ческой-Тршебовой, это было одним из первых железнодорожных узлов на чешской территории.
В Чешской-Тршебове останавливается большинство пассажирских поездов, включая некоторые международные. Вокзал был завершен в 1924 году; между 1995 и 2005 годами его здание было полностью отремонтировано. Некоторые другие ремонтные работы продолжаются по сей день, и в 2010 году была завершена большая реконструкция. В вестибюле вокзала находятся фрески от Станислава Виши 1974 года. Кроме вокзала, здесь до сих пор работает один из крупнейших манёвренных узлов в центральной Европе.
В городе также есть автобусное сообщение. На северо-восточной окраине города аэроклуб Česká Třebová построил небольшой аэропорт.

## История
В городе и окрестностях можно найти множество различных окаменелостей - это доказательство существования на этом месте доисторического моря.
Первое письменное упоминание о чешской Тршебова датируется 1278 годом. Предшественником города было поселение на правом берегу реки Тржебовки с романской ротондой св. Екатерины построена в 1 половине 13-го века (первое упоминание о ней, только 1335 года). Как город, поселение впервые названо в 1292 году. В те времена он принадлежал Ланшперскому поместью. В дарственной грамоте Вацлава II, город был передан в 1304 году Збраславскому монастырю. В до Гуситские времена город принадлежал епископам из Лтомишля, но после, город склонялся к учению Гуса.
После гуситского время, город принадлежал нескольким владельцам: Косткове из Поступиц, Вилем II из Пернштейна, Петр Богданецкий из Ходкова. Последний построил на площади ратушу в стиле ренессанса, на которой находится герб города. Во время правления Йиржи из Подебрад, в 1469 году, чехи убили отряд Матьяша Корвина недалеко от города.

### История герба
На гербе города изображён  черный петух с человеческой головой и желтой шляпой. Петух изображён на красной основе. О рождении герба существует слух: "Городской писец потерял городскую печать и за это должен был быть казнен. Его жена, выкидывая мусор на свалке, заметила, как петух в куче мусора выкопал потерянную печать. Женщина взяла печать и принесла к бурми́стру, благодаря чему писец был спасен петушком." И с тех пор в эмблеме есть петух с головой писца, который чуть не потерял ее.
С точки зрения геральдики данный герб относится к категории так называемых загадочных гербов, т. е. гербов, у которых нет четкого происхождения или значения.

## Достопримечательности
- Романская ротонда (капелла Св. Екатерины) — 1-я пол. XIII века, одно из старейших сохранившихся сооружений восточной Чехии
- Церковь Св. Иакова — в стиле позднего барокко (1794—1801)
- Ратуша в стиле Возрождения (1547)
- Городской парк Яворка (1885)
- Средневековый городской центр, находящийся под защитой государства
- Находящийся близ города заповедник Тршебовские скалы (Třebovské stěny)

## Население
| Год  | Численность | Численность |
| ---- | ----------- | ----------- |
| 1869 | 5141        | [ 2 ]       |
| 1880 | 7607        | [ 7 ]       |
| 1890 | 8205        | [ 7 ]       |
| 1900 | 9725        | [ 7 ]       |
| 1910 | 8707        | [ 2 ]       |
| 1921 | 13 256      | [ 7 ]       |
| 1930 | 14 587      | [ 7 ]       |
| 1950 | 12 178      | [ 2 ]       |
| 1961 | 13 050      | [ 2 ]       |
| 1970 | 15 488      | [ 7 ]       |
| 1980 | 17 136      | [ 2 ]       |
| 1991 | 17 607      | [ 2 ]       |
| 2011 | 15 653      | [ 2 ]       |
| 2014 | 15 783      | [ 8 ]       |
| 2016 | 15 710      | [ 9 ]       |
| 2017 | 15 608      | [ 10 ]      |
| 2018 | 15 512      | [ 11 ]      |
| 2019 | 15 508      | [ 12 ]      |
| 2020 | 15 384      | [ 13 ]      |
| 2021 | 15 267      | [ 14 ]      |
| 2022 | 15 062      | [ 15 ]      |
| 2023 | 15 203      | [ 16 ]      |
| 2024 | 15 119      | [ 17 ]      |
| 2025 | 15 010      | [ 4 ]       |

## Экономика
До 1970 года в Чешской-Тршебове была пивоварня. После того, как производство пива было прекращено, на его территории в течение нескольких лет работал лимонадный завод. В середине 80-х  старый завод был разрушен и на его месте был построен новый завод Сигма. В этих помещениях австрийская компания Pewag теперь производит цепи противоскольжения для автомобилей.
В это же время, в городской части Парник был основан в 1849 году большой текстильный завод. Завод был ориентирован на переработку хлопка, и в 1960 году правительство и президент получили Орден Труда. Во времена своей славы, на нём работали более 2500 сотрудников и поставляли материалы, например, английской королевской семье. Завод, в девяностых годах обанкротился, некоторые помещения используются другими компаниями, другие являются пустыми или были разрушены – например, на месте одного в 2003 году построили супермаркет Lidl, на месте котельной, был построен в 2005 году гипермаркет Tesco и на месте бывшего цеха гипермаркет Kaufland. В 1990-х годах при поддержке Европейского банка, развитие города было значительно увеличено.

## Здравоохранение
В городе находится городская поликлиника, которая была отремонтирована. Недалеко от нее находится „Дом врачей“ TEZA, где находятся кабинеты ортопедии, стоматологии или гинекологии. В Тршебове также есть частные частные клиники. С серьезными случаями люди должны обращаться в больницу в Усти-над-Орлици или в больницу в Литомышли.

## Образование

### Детский сад
- Детский сад Хабрмана
- Детский сад у бассейна
- Детский сад Винограды
- Детский сад возле стадиона

### Начальные школы
- Начальная школа Хабрмана - „старое здание“ было построено в 1932 году; после 2 мировой войны рядом боло построено „новое здание“. Оба здания соединены перголой, к которой примыкает большой тренажерный зал. На рубеже 80-х и 90-х годов к кампусу школы добавилась столовая (одна из самых современных в Чешской Республике). Директор Томаш Стар.
- Начальная школа около вокзала  - самая старая в городе, построенная еще в 19 веке недалеко от центра города; в 2005 году к ней была пристроена современная столовая и спортзал; школа использует также здание на улице Коменского, где находится 1 класс. Директор Радим Уиларж.
- Начальная школа Устецка - расположена в городской части Парник, имеет 2 здания: старое (где находится I класс) и новое (где II класс, столовая и тренажерный зал. Директор Станислав Бенеш.
- Начальная школа на равнине - находится в непосредственной близости от горнолыжного курорта Пеклак. Это частная альтернативная начальная школа с I-го класса. Директор филиала: Славомира Петрова.

### Специальные школы
- Специальная школа на площади 17 листопада -расположена в городской части Борека в бывших советских казармах.

### Средние школы и колледжи
- Гимназия GYMNCT - основана в 1909 году, расположен в историческом здании в центре на площади Тиршова в центре города.
- SOU и SOŠ технических дисциплин - расположены в комплексе на Скалце, частью школы - это мастерские, интернат и многофункциональный зал, который используется для проведения культурных мероприятий; преподаваемые дисциплины электротехнической специальности (мехатроники, механик высоковольтного оборудования, электрик, эксплуатационная электротехника), машиностроительной (мехатроники, машиностроения, слесарь, механик, токарь) и мебельных (Оператор деревообрабатывающего и мебельного производства, столяр).
- VOŠ и SOŠ Густава Хабрмана (VDA) - основаны в 1945 году, позднее к старым зданим были пристроены новые части; в школе эти преподают специальности: электрической тяги в транспорте, телекоммуникационные технологии, системы безопасности и информационные технологии, железнодорожный транспорт, информационные системы транспорта, и с 2005 года 1 отделение информатики в экономике, который был с 2010 года изменена на информационные технологии; кроме того, что школа работает, как и высшее и профессиональное учебное заведение для выпускников средних школ, предлагает следующие специальности: логистика и управление, в настоящее время преобразуются на степень бакалавра; школе была вручена награда за выдающуюся работу(1985).
- 1 июля 2011 года в результате слияния VOŠ и SOŠ Густава Хабрмана и SOU и SOŠ технических специальностей образовалось новое высшее профессиональное учебное заведение и средняя техническая школа Česká Třebová.

### Вуз
- Транспортный факультет Яна Пернера университета Пардубице.

### Начальная школа изобразительных искусств
- Начальная школа изобразительных.

### Спорт
- Хоккей на льду - ХК Кохоути, ледовый каток на скале с вместимостью стадиона 1200 мест.
- Футбол - ФК Ческа-Тршебова, футбольный стадион на Еленице вместимостью 7000 мест.
- Баскетбол - Баскетбольный клуб Ческа-Тршебова.
- Дзюдо.
- Бразильский джиу.
- Теннис-ТК Ческа-Тршебова.
- Бег- клуб ориентационного спорта Ческа-Тршебова.

## Туристические достопримечательности
За пределами романской ротонды Св. Екатерины (со старым кладбищем) также стоит посмотреть центр –  площадь (чеш. Staré náměstí), которая сегодня является центром города. На площади стоит ренессансная ратуша 1547 года, которая несколько раз перестраивалась и ремонтировалась. Сегодня она служит церемониальным залом и для репрезентативных целей. Рядом с ратушей стоит новая и большая ратуша, так называемая "Новая ратуша". В ней находится городское управление и городская полиция. Рядом с обеими ратушами сегодня находится отель Bravo (ранее отель Korado). Перед ратушей стоит Марианская колонна 1706 года. С 1950 года на площади стоял бронзовый памятник Карла Смиренного. 25 мая 1996 года памятник был перенесён к железнодорожному вокзалу. На площади также есть несколько исторических домов с аркадами. В 1995 году центр города был объявлен городской памятной зоной. В 1996 году площадь была полностью реконструирована и на месте памятника, была построена копия итальянского фонтана. За площадью стоит большая Имперская Церковь Св. Якуба, построенная в 1801 году по планам архитектора Йозефа Хардтмута (1758-1816) с планом в виде креста. Церковь была построена на месте сгоревшего храма. Перед церковью стоят барочные статуи Св. Екатерины (1712), Св. Барбары (1717) и Св. Иоанна Непомуцкого (1719). Напротив церкви находится недавно отреставрированное здание местного прихода. Недалеко от площади, стоит более современная, новая площадь, которая была построена на рубеже 60 и 70 годов 20 века.
Рядом с новой площадью находится парк Яворка, основанный в 1885 году. Он расположен в проливе под склонами холма Роба, где можно кататься на лыжах. В его нижней части находится небольшой пруд. В Яворке также есть два музыкальных павильона, один современный, а другой построен в 1904 году. В парке есть источник питьевой воды "Яворка". В городе есть еще один парк, Жемчужный, который в настоящее время закрыт.
Из Яворки дорога, ведет на Козловский холм ( 601 м н. м.), на котором расположен недавно отремонтированный дом, который был построен в 1933 году. В нем есть ресторан и несколько номеров для проживания. В 2001 году на холме была построена смотровая башня высотой 52 м. Рядом с холмом находится живописная деревня Козлов, в которой стоит коттедж Макса Швабинского. В ней Швабинский жил с 1895 по 1919 год.
Стены тршебова, расположенные к востоку от города, являются самым молодым заповедником в регионе. Он простирается в шестнадцати километрах от деревни Дамников до руин замка Ланшперк. В деревне Рыбник начинается тропа через долину скугровского ручья. Тропа проходит через живописную долину и вокруг водохранилища Срнов.

## Культура
- Каждый год, перед окончанием учебного года, проводится неделя спорта. Пять будничных дней занимают соревнования по различным дисциплинам. С утра соревнования проходят между местными школами, во второй половине дня соревнуются граждане города, а вечером и до поздней ночи, проходит культурная программа на площади. Последний день завершается фейерверком.
- С 1962 года в ноябре под ротондой Святой Екатерины проходит паломничество.
- В городе есть Культурный центр с кинотеатром Мир, кафе Esperanto и выставочный зал (регулярно здесь проводятся различные выставки, например, о жизни Анны Франк, или выставка).
- На Новой площади находится Городская библиотека (библиотека была основана в городе в 1863 году), которая проводит на своей территории различные лекции, выставки и др.
- В Культурном центре, работает также группа художников-любителей Максимилиан, которая регулярно проводит выставки своих работ. Их последним крупным проектом было создание городского календаря на 2006 год.
- Крытый бассейн.
- В городе с 1991 года транслирует частное, региональное телевидение OIK TV.
- В Чешской Тршебове уже более тридцати лет выходит ежемесячная газета.
- Чешская Тршебова также имеет свою собственную политическую партию.
- В Чешской-Тршебове есть духовой оркестр Ярослава Коциана, он был основан в 1967 году в близлежащем Усти-над-Орлици.
- Начиная с 2000 года, в городе находится театральная ассоциация TRIARIUS.
- С 2004 года здесь проводится шоу современного танца.
- С 2008 года здесь работала киностудия Tribovia Pictures, которая производит документальные фильмы.
- В 2012 году на улице Клецелова открылось новое здание Городского музея, которое было основано еще в 1887 году.

## Города-побратимы
- Аграте-Брианца, Италия
- Олава, Польша
- Свит, Словакия (9 июня 2005)[18]